# Orlando Merlini

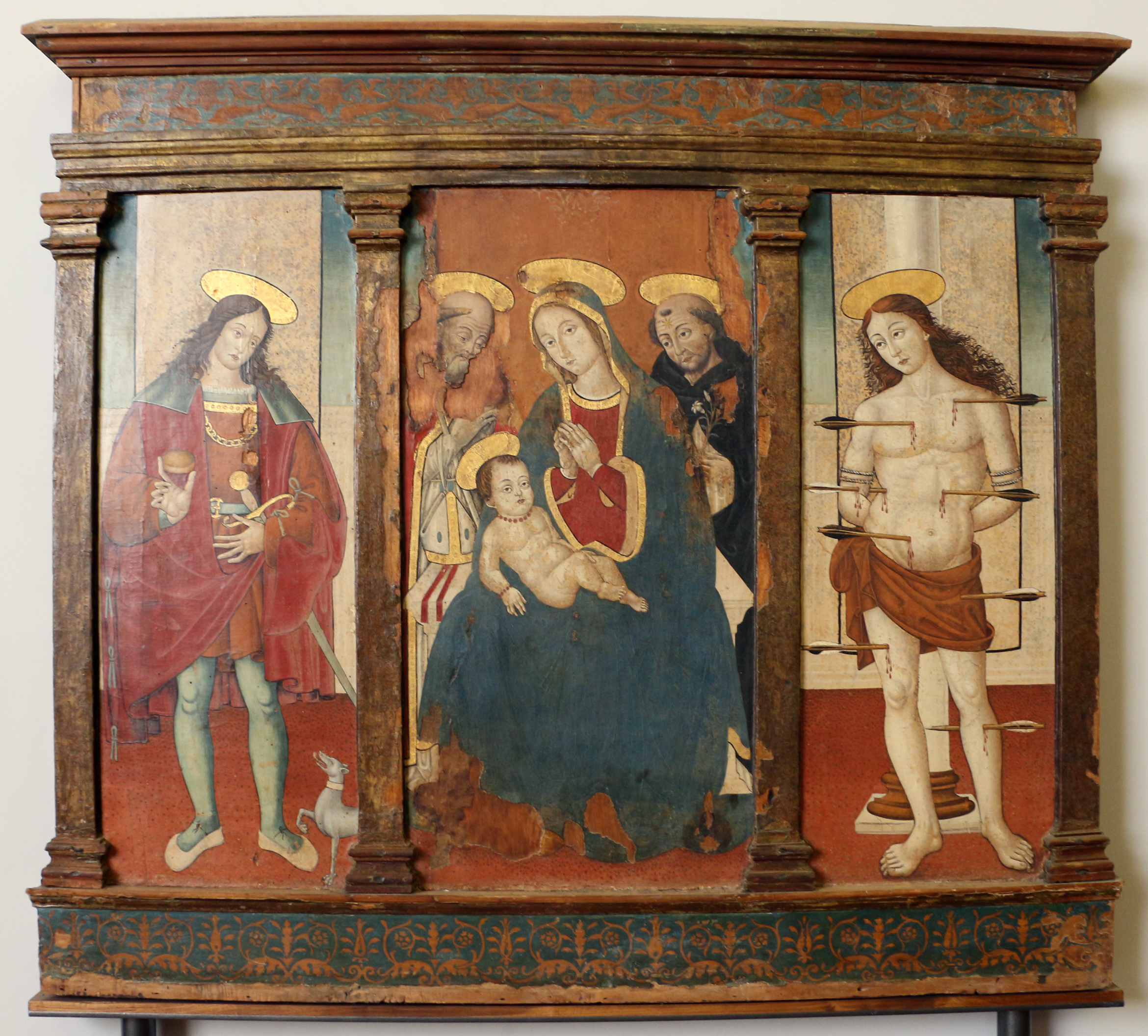
Madonna in trono e santi, Museo Civico di Gubbio

Orlando Merlini (... – 1510) è stato un pittore italiano del Rinascimento attivo a Gubbio.

## Biografia
Fu un seguace dello stile di Sinibaldo Ibi. Anche suo figlio, Ventura Merlino, è stato un pittore di Gubbio.